# Behind Enemy Lines
Behind Enemy Lines är en amerikansk krigs-action-thriller från 2001 i regi av John Moore med Gene Hackman och Owen Wilson i huvudrollerna. Filmen hade Sverigepremiär den 22 februari 2002.

## Handling
Ett flygplan skjuts ned över fiendens område. Navigatören som har fotograferat militära trupper överlever, och en kamp för att rädda honom respektive hindra att han räddas startar.

## Om filmen
Filmen är inspelad 16 oktober 2000-januari 2001 i Slovakien samt på USS Carl Vinson och USS Constellation i Stilla havet. Den hade världspremiär i San Diego den 17 november 2001 och svensk premiär den 22 februari 2002, åldersgränsen är 15 år.
Filmens handling bygger i allt väsentligt på en incident under Operation Deny Flight över Bosnien 1995, då den amerikanske piloten kapten Scott W. "Zulu" O'Gradys F-18 Hornet sköts ner av ett SA-6 SAM-robotbatteri. O'Grady räddades sex dygn senare av ett TRAP-förband ur marinkåren ombord på USS Kearsage. En TRAP-enhet omfattar normalt: två AH1-W Super Cobra; två CH-53E Sea Stallions; fyra AV-8B Harriers; en AWACS; och F-16 samt A-10 Thunderbolts efter behov; samt säkringsstyrka om 15 marinkårssoldater, och sök-/räddningsstyrka om ytterligare 15 marinkårssoldater. När O'Grady steg in i helikoptern skall ett direktsamtal ha gjorts till dåvarande president Bill Clinton med det kärnfulla budskapet "Got him!"[källa behövs]
Filmmakarna skall ha stämts av piloten för förtal efter premiären, eftersom filmen ger ett utstuderat intryck av att piloten skulle agerat särpräglat felaktigt eller rent av korkat efter nedskjutningen. Det finns dock dokumenterat i alla fall ett fel som O'Grady skall gjort sig skyldig till, och det är att under räddningen springa mot "de sina" med vapnet i hand; ett förfarande som strider mot rutiner vid både CSAR (Combat Search and Rescue) och TRAP (Tactical Recovery of Aircraft and Personnel).

## Rollista (urval)
- Owen Wilson - löjtnant Chris Burnett
- Gene Hackman - amiral Leslie McMahon Reigart
- Gabriel Macht - Stackhouse
- Charles Malik Whitfield - kapten Rodway
- David Keith - Tom O'Malley
- Joaquim de Almeida - amiral Piquet
- Vladimir Mashkov - Sasha
- Ratko Mladić - sig själv (arkivbilder) (ej krediterad)

## Musik i filmen
- Buck Rogers, skriven av Grant Nicholas, framförd av Feeder
- The Rescue Blues, skriven av Ryan Adams
- Atom Bomb, av Fluke
- What'd I Say, skriven och framförd av Ray Charles
- The Wanderer, skriven av Ernest Maresca, framförd av Dion
- That's all right, skriven av Arthur Crudup, framförd av Orion

## Utmärkelser
- 2002 - World Stunt Awards - Taurus Award - Bästa arbete i luften, Dirk Vahle, Jimmy N. Roberts och Robert Powell